# مسعود عالی‌پور
مسعود عالی‌پور (زاده ۱ شهریور ۱۳۵۰؛ اهواز، ایران)، مربی فوتبال است.
وی یکی از دستیاران خوان کارلوس گاریدو در تیم پرسپولیس بود. وی همچنین سابقه مربی‌گری در تیم ملی فوتبال نوجوانان صعود از گروه مرگ در جام جهانی و همچنین سابقه حضور در چندین دوره جام باشگاه‌های آسیا به همراه فولاد، شهر خودرو، پرسپولیس را در کارنامه خود دارد.

## سابقه مربی‌گری
- مربی تیم ملی زیر ۲۰ سال ایران ۱۴۰۳ تا کنو ن (سرمربی: حسین عبدی)
- مربی تیم ملی زیر ۱۷ سال ایران در جام جهانی ۲۰۲۳ اندونزی (سرمربی: حسین عبدی)
- مربی فولاد خوزستان فصل ۱۴۰۲–۱۴۰۱ (سرمربی: جواد نکونام)
- مربی فولاد خوزستان فصل ۱۴۰۱–۱۴۰۲(سرمربی:جواد نکونام)
- مربی فولاد خوزستان فصل ۱۴۰۰–۱۳۹۹(سرمربی: جواد نکونام)
- مربی شهر خودرو مشهدفصل ۱۳۹۹–۱۳۹۸ (سرمربی: استفان کوزین - مهدی رحمتی)
- مربی تیم ملی نوجوانان سال ۱۳۹۸ (سرمربی: حسین عبدی)
- مربی پارس جنوبی جم فصل ۱۳۹۸–۱۳۹۶ (سرمربی: مهدی تاتار)
- مربی پارس جنوبی جم فصل ۱۳۹۶–۱۳۹۵ (سرمربی: مهدی تاتار)
- مربی تیم ب پرسپولیس فصل ۱۳۹۵–۱۳۹۴ (سرمربی: حسین عبدی)
- مربی نفت مسجد سلیمان فصل ۱۳۹۴–۱۳۹۳ (سرمربی: بهروز مکوندی)
- مدیر فنی سایپا تهران فصل ۱۳۹۳–۱۳۹۲(سرمربی :انگین فرایت)
- مربی سایپا تهران فصل ۱۳۹۲–۱۳۹۱ (سرمربی :مجتبی تقوی)
- مربی راه‌آهن تهران فصل ۱۳۹۱–۱۳۹۰ (سرمربی: علی دایی)
- مربی آنالیست پرسپولیس تهران فصل ۱۳۹۰–۱۳۸۹ (سرمربی: علی دایی)
- مربی تیم امید استیل آذین تهران فصل ۱۳۸۹–۱۳۸۸ (سرمربی: محمد رضا مهرانپور)
- آنالیست صنعت مس کرمان فصل ۱۳۸۸–۱۳۸۷ (سرمربی: پرویز مظلومی)
- مربی آنالیست صنعت نفت آبادان فصل ۱۳۸۷–۱۳۸۶ (سرمربی: قاسم پور)
- آنالیست تیم ملی امید ۱۳۸۵ (سرمربی: رنه سیموئز)
- سرمربی جوانان پویا تهران فصل۱۳۸۵–۱۳۸۴
- مربی جوانان پویا تهران فصل ۱۳۸۴–۱۳۸۳ (سرمربیان: پرویز ابوطالب- بنی جمالی)

## افتخارات
- صعود به مرحله دوم در جام جهانی نوجوانان اندونزی ۲۰۲۳ در گروه مرگ
- صعود به جمع ۴ تیم برتر با فولاد خوزستان در لیگ قهرمانان آسیا قطر ۲۰۲۳
- تیم اول ۸ تیم برتر غرب آسیا با فولاد خوزستان در لیگ قهرمانان آسیا عربستان ۲۰۲۲ و قهرمان سوپر جام ایران
- قهرمان جام حذفی ایران با فولاد خوزستان و صعود به لیگ قهرمانان آسیا عربستان ۲۰۲۱ در فصل ۱۴۰۰–۱۳۹۹
- صعود از مرحله مقدرماتی لیگ قهرمانان آسیا قطر۲۰۲۰ با شهر خودرو مشهد
- صعود به مرحله نهایی قهرمانی نوجوانان آسیا ۲۰۱۹
- قهرمان لیگ یک آزادگان و صعود به لیگ برتر با پارس جنوبی جم فصل ۱۳۹۶–۱۳۹۵
- قهرمان جام حذفی با پرسپولیس و حضور در لیگ قهرمانان آسیا ۲۰۱۱–۲۰۱۲
- قهرمان امیدهای تهران با استیل آذین
- کسب مقام سوم و صعود به لیگ قهرمانان آسیا با مس کرمان فصل ۱۳۸۸–۱۳۸۷

## سوابق تدریس
- تدریس دوره‌های D-C و کمک مدرس دوره B آسیا برای مربیان استان تهران از سال ۱۳۹۷ تا ۱۴۰۳
- تدریس ۵ دوره Grassroots برای مربیان استان تهران و البرز از سال ۱۳۹۳ تا ۱۳۹۷

## سوابق اجرایی
- استعداد یاب تیم ملی تیم ملی فوتبال ایران زیر ۱۶ سال و زیر ۱۸ سال در همدان
- سرمربی منتخب استان تهران در مسابقات کشوری U12 در کرج و رامسر ۱۳۹۴–۱۳۹۵
- مسئول استعداد یابی لیگ استان تهران ۱۳۹۳
- استعداد یاب و برگزار کننده فستیوال مدارس فوتبال استان تهران U10 U11 U12 در سال ۱۳۹۳

## مدارک مربی‌گری
- لیسانس A آسیا از کنفدراسیون فوتبال آسیا
- لیسانس B آسیا از کنفدراسیون فوتبال آسیا
- لیسانس C آسیا از کنفدراسیون فوتبال آسیا
- لیسانس D آسیا از کنفدراسیون فوتبال آسیا
- بدنسازی حرفه‌ای فوتبال از کنفدراسیون فوتبال آسیا